# Calamia rufata
Calamia rufata là một loài bướm đêm trong họ Noctuidae.